# 王昔剌
王昔剌（？—1279年），元朝保定人。
王昔剌开始事奉忽必烈，忽必烈因他有勇略，于是赐名为昔剌拔都。跟随攻打钓鱼山、阿里不哥，立功赐金符，授为武卫亲军千户。中统三年（1262年），参与攻打在济南反蒙的世侯李璮，多次获胜。中统四年（1263年）春，元帅阿术驻兵河南，派遣王昔剌率领蒙古、汉军再立宿州。至元六年（1269年），赐虎符，升为海州万户。率兵攻打盐林山寨，多次有所俘获。至元十年（1273年），授任东川行枢密院同佥。至元十五年（1278年），攻打夔府有功。至元十六年（1279年），改镇万州，在军中去世。王昔剌有二子：王宏、王宁。王宏先佩金符，为左卫千户。枢密院拟王宁袭任武职，王宁让给其兄王宏，于是授王宏为中卫都指挥使，佩戴父亲王昔剌的虎符，以王宁代王宏为千户，佩金符。